# Cissus rufescens
Cissus rufescens là một loài thực vật hai lá mầm trong họ Nho. Loài này được Guill. & Perr. miêu tả khoa học đầu tiên năm 1831.